# دري رايت
دري رايت لاعب كرة قدم اسكتلندي يلعب مع نادي دونفيرملين أتليتيك.